# Reinhardt Kristensen
Reinhardt Møbjerg Kristensen (* 6. Dezember 1948 in Kopenhagen) ist ein dänischer Biologe.

## Leben und Werk
Kristensen studierte von 1968 bis 1971 an der Universität Århus und anschließend bis 1976 an der Universität Kopenhagen. Im Jahr 1979 promovierte er sich. Seit dem Jahr 1983 ist er Professor an der Universität Kopenhagen (bis zum Jahr 1988 als Juniorprofessor). Seit dem Jahr 2002 ist er Mitglied der Königlich Dänischen Akademie der Wissenschaften.
Kristensen entdeckte drei neue Tierstämme: 1983 die Loricifera, 1995 die Cycliophora und 2000 die Micrognathozoa. Derzeit (2005) gibt es je nach Taxonomie nur 20 bis 30 Stämme im gesamten Tierreich.

## Werke (Auswahl)
- Reinhardt Møbjerg Kristensen und Peter Funch: Micrognathozoa: a new class with complicated jaws like those of Rotifera and Gnathostomulida. In: Journal of Morphology Vol. 246, Nr. 1, Oktober 2000. Seiten 1–49, PMID 11015715.
- Gonzalo Giribet, Martin Vinther Sørensen, Peter Funch, Reinhardt Møbjerg Kristensen und Wolfgang Sterrer: Investigations into the phylogenetic position of Micrognathozoa using four molecular loci. In: Cladistics. Vol. 20, Nr. 1, Februar 2004. Seiten 1ff doi:10.1111/j.1096-0031.2004.00004.x
- R. P. Higgins, R. M. Kristensen: Loricifera. In: Robert P. Higgins, H. Thiel (Hrsg.): Introduction to the Study of Meiofauna. Smithsonian Institution Press, Washington 1988, S. 319, ISBN 0-87474-488-1.
- R. M. Kristensen: Loricifera, a new phylum with Aschelminthes characters from the meiobenthos. In: Zeitschrift für zoologische Systematik und Evolutionsforschung. Parey, Hamburg 21. 1983, S. 163, ISSN 0044-3808
- R. M. Kristensen: Loricifera. in: F. W. Harrison, E. E. Ruppert (Hrsg.): Aschelminthes. Microscopic Anatomy of Invertebrates. Bd. 4. Wiley-Liss, New York 1991, S. 351, ISBN 0-471-56103-7.
- R. M. Kristensen: An Introduction to Loricifera, Cycliophora, and Micrognathozoa. In: Integrative and Comparative Biology. Lawrence Kan 42.2002, S. 641. ISSN 1540-7063